# Eduard Suess
Pour les articles homonymes, voir Suess.
Eduard Suess (né à Londres le 20 août 1831 et mort à Vienne le 26 avril 1914 est un géologue autrichien spécialiste des Alpes. Il découvre deux des traits géographiques majeurs de la Terre dans l'un de ses états antérieurs : le supercontinent Gondwana et l'ancien domaine marin de la mer Téthys. 
Il est par ailleurs un des représentants de la théorie de la contraction de la Terre, modèle qui sera invalidé définitivement des décennies plus tard par la théorie de la dérive des continents d'Alfred Wegener.

## Biographie
Il naît à Londres dans une famille originaire de Saxe. Son père est marchand de laine. Sa famille s'installe à Prague quand il a 3 ans puis à Vienne à 14 ans. Il reçoit d'abord une éducation en vue d'une carrière commerciale mais s'intéresse jeune à la géologie. Il publie son premier article à 19 ans sur la géologie de Karlsbad.
En 1852, il devient assistant au Musée impérial de Vienne où il étudie les fossiles de brachiopodes. Il est engagé comme professeur surnuméraire de géologie à l'université de Vienne (1857), puis comme professeur titulaire (mai 1867), et occupe ce poste jusqu'en 1901.

## Recherche
En 1862 il quitte son poste au musée pour se consacrer à l'enseignement et à la recherche. Il développe peu à peu ses vues sur les connexions entre l'Afrique et l'Europe et finalement parvient à la conclusion que les Alpes du nord proviennent du fond d'un océan dont la Méditerranée est un reste. Bien que sa théorie ne soit pas entièrement correcte (principalement car la tectonique des plaques n'avait pas encore été découverte), son modèle est suffisamment proche de la vérité pour qu'on le crédite de la découverte de la mer Téthys qu'il nomme ainsi dès 1893.
Son autre découverte majeure concerne des fossiles de fougères à graines Glossopteris similaires découverts en Amérique du Sud, en Afrique et aux Indes (ainsi qu'en Antarctique bien que cette découverte soit postérieure). Son explication est que ces trois continents étaient connectés en un supercontinent qu'il nomme Gondwanaland. Une fois encore sa théorie n'est pas entièrement correcte : Suess pense que les océans ont envahi les terres entre ces continents alors qu'en fait ils se sont éloignés les uns des autres.

## Publications
En 1862, il publie un essai sur l'approvisionnement en eau de Vienne (cf. infra. § Carrière politique) Il publie deux articles importants en 1873 sur les tremblements de terre en Autriche et dans le sud de l'Italie. C'est aussi lui qui nomme ainsi le bouclier canadien en 1883. Bien qu'il choisisse ce nom sur sa croyance erronée d'une forme en dôme de cette formation géologique cette dénomination continue d'être utilisée pour désigner toute zone large de l'ordre de plus de 1000 km où affleurent des roches très anciennes (socle) comme également en Scandinavie, en Australie, etc.

### La face de la Terre
Suess est considéré[Par qui ?] comme un des précurseurs de l'écologie. Il publie une synthèse de ses idées dans un livre Das Antlitz der Erde - La face de la Terre -- qui est très populaire pendant de nombreuses années. Dans ce travail il introduit aussi le concept de biosphère qui sera approfondi par Vladimir Vernadski en 1926. Les trois volumes sont publiés en 1885, 1888 et 1901. 
Il y développe une vision globale de la tectonique de surface et fait ressortir les traits fondamentaux de la Terre. C’est lui qui donnera au gigantesque fossé d’effondrement du Rift africain le nom de Graben, dérivé de Grabe, « la tombe ».
Dans son explication de la structure de l'intérieur de la terre, Suess a introduit des abréviations dérivées des principaux éléments constitutifs de chaque partie :
- NiFe (nickel, fer) pour le noyau terrestre,
- SiMa (silicium, magnésium) pour la croûte terrestre interne (océanique),
- SiAl (silicium, aluminium) pour la croûte terrestre externe (continentale).

## Carrière politique
En dehors de sa carrière scientifique Suess s'est fortement impliqué dans les questions politiques. Son essai sur la constitution du sous-sol viennois (1862) avait attiré l'attention des autorités au point qu'il fut élu l'année suivante au conseil municipal de Vienne, chargé des questions d'alimentation en eau potable de la capitale.  Il est à l'origine de la création de la canalisation conduisant l'eau à Vienne depuis les Alpes ainsi qu'un des promoteurs de la régulation du Danube. Il a aussi siégé au parlement où on le remarque comme un des plus brillants orateurs de la gauche allemande. Il siège au conseil de la ville de Vienne et à la diète de basse Autriche de 1869 à 1896.

## Distinctions
Il devient membre de l'Institut de France en 1889 et membre de la Royal Society en 1894. De 1898 à 1911 il est président de l'Académie des sciences autrichienne. Il reçoit la médaille Wollaston en 1896 et la médaille Copley en 1903.

## Hommages
Un cratère sur la Lune, un sur Mars et un astéroïde (12002) Suess ont reçu son nom.

## Publications
- Boehmische Graptolithen -- Les graptolites de Bohême (1852)]
- Ueber den Loess -- Des sédiments (1866)
- Die tertiaeren Landfaunen Mittelatiliens (1871)
- Die Entstehung der Alpen -- La naissance des Alpes (1875)
- Die Zukunft des Goldes  (1877)
- Das Antlitz der Erde -- La face de la Terre 1883 à (1901)
- Die Zukunft des Silbers  (1892)